# Équipe de Slovaquie masculine de water-polo
 (signalé en août 2025).
Si vous disposez d'ouvrages ou d'articles de référence ou si vous connaissez des sites web de qualité traitant du thème abordé ici, merci de compléter l'article en donnant les références utiles à sa vérifiabilité et en les liant à la section « Notes et références ».
- Archive Wikiwix
- Bing
- Cairn
- DuckDuckGo
- E. Universalis
- Gallica
- Google
- G. Books
- G. News
- G. Scholar
- Persée
- Qwant
- (zh) Baidu
- (ru) Yandex
- (wd) trouver des œuvres sur Wikidata

L'équipe de Slovaquie de water-polo masculin est l'équipe nationale qui représente la Slovaquie lors des compétitions internationales masculines de  water-polo, sous l'égide de la Fédération slovaque de water-polo. Elle consiste en une sélection des meilleurs joueurs slovaques.

## Parcours dans les compétitions internationales
| Année | Tour          | Classement | J | G | N | P | BP | BC | D   |
| ----- | ------------- | ---------- | - | - | - | - | -- | -- | --- |
| 1996  | non qualifiée | -          | - | - | - | - | -  | -  | -   |
| 2000  | Premier tour  | 12e        | 8 | 0 | 0 | 8 | 54 | 91 | -37 |
| 2004  | non qualifiée | -          | - | - | - | - | -  | -  | -   |
| 2008  | non qualifiée | -          | - | - | - | - | -  | -  | -   |
| 2012  | non qualifiée | -          | - | - | - | - | -  | -  | -   |
| 2016  | non qualifiée | -          | - | - | - | - | -  | -  | -   |
| Total | 1/6           | 0/1        | 8 | 0 | 0 | 8 | 54 | 91 | -37 |

| Année | Tour               | Classement | J  | G  | N | P  | BP  | BC  | D    |
| ----- | ------------------ | ---------- | -- | -- | - | -- | --- | --- | ---- |
| 1993  | Premier tour       | 10e        | 7  | 2  | 2 | 3  | 64  | 69  | -5   |
| 1995  | non qualifiée      | -          | -  | -  | - | -  | -   | -   | -    |
| 1997  | Quart de finale    | 8e         | 8  | 2  | 0 | 6  | 58  | -11 |      |
| 1999  | Premier tour       | 10e        | 6  | 1  | 0 | 5  | 37  | 52  | -15  |
| 2001  | Quart de finale    | 8e         | 7  | 2  | 1 | 4  | 59  | 68  | -9   |
| 2003  | Quart de finale    | 7e         | 6  | 2  | 0 | 4  | 47  | 61  | -14  |
| 2006  | Premier tour       | 11e        | 7  | 1  | 1 | 5  | 52  | 83  | -31  |
| 2008  | Premier tour       | 12e        | 7  | 0  | 0 | 7  | 33  | 92  | -59  |
| 2010  | non qualifiée      | -          | -  | -  | - | -  | -   | -   | -    |
| 2012  | non qualifiée      | -          | -  | -  | - | -  | -   | -   | -    |
| 2014  | non qualifiée      | -          | -  | -  | - | -  | -   | -   | -    |
| 2016  | Huitième de finale | 13e        | 7  | 2  | 0 | 5  | 62  | 78  | -16  |
| 2018  | Premier tour       | 14e        | 5  | 1  | 0 | 4  | 33  | 48  | -15  |
| Total | 9/13               | 0/9        | 60 | 13 | 4 | 43 | 445 | 620 | -175 |

| Année | Tour            | Classement | J  | G | N | P  | BP  | BC  | D   |
| ----- | --------------- | ---------- | -- | - | - | -- | --- | --- | --- |
| 1994  | non qualifiée   | -          | -  | - | - | -  | -   | -   | -   |
| 1998  | Deuxième tour   | 10e        | 10 | 4 | 0 | 6  | 74  | 88  | -14 |
| 2001  | Deuxième tour   | 11e        | 10 | 2 | 0 | 8  | 65  | 77  | -12 |
| 2003  | Quart de finale | 8e         | 7  | 2 | 0 | 5  | 42  | 63  | -21 |
| 2005  | non qualifiée   | -          | -  | - | - | -  | -   | -   | -   |
| 2007  | non qualifiée   | -          | -  | - | - | -  | -   | -   | -   |
| 2009  | non qualifiée   | -          | -  | - | - | -  | -   | -   | -   |
| 2011  | non qualifiée   | -          | -  | - | - | -  | -   | -   | -   |
| 2013  | non qualifiée   | -          | -  | - | - | -  | -   | -   | -   |
| 2015  | non qualifiée   | -          | -  | - | - | -  | -   | -   | -   |
| 2017  | non qualifiée   | -          | -  | - | - | -  | -   | -   | -   |
| Total | 3/10            | 0/3        | 27 | 8 | 0 | 19 | 181 | 228 | -47 |